# هيو ستيفنسون (لاعب كرة قدم)
هيو ستيفنسون (بالإنجليزية: Hugh Stevenson)‏ هو لاعب كرة قدم ومدرب كرة قدم بريطاني، ولد في 21 يونيو 1964 في جسر ألن ‏ في المملكة المتحدة. لعب مع نادي بارتيك ثيسل ونادي دمبرتون ونادي كلايد.